# Inti Punku
Inti Punku ou Intipunku ( do quechua , Inti = Sol , Punku = Porta, Porta do Sol) é um Sítio Arqueológico do Peru localizado na Região de Cusco. Foi uma das fortalezas de Machu Pichu.  Acreditava-se que os degraus faziam parte de um portão de controle para quem entrava e saía do Santuário. 
Inti Punku recebeu este nome porque durante o solstício de inverno o Sol se erguia pelo portal.  
Ao ultrapassar o Inti Punku temos uma visão privilegiada do Santuário de Machu Pichu, do Rio Urubamba, das montanhas Putukusi e Huayna Picchu.  

## Utilização
Inti Punku estava localizado a cerca de uma hora de carro de Cusco. Durante o Império Inca, foi o principal ponto de entrada para a Capital Inca dos que vinham do sul e teria sido defendido por uma guarnição para garantir que inimigos, assim como pessoas doentes não entrassem na cidade. Também é provável que tenha servido como posto de pedágio tanto de quem vinha como de quem saia de Cusco, porque todas as mercadorias que viajam ao longo da Qhapaq Ñan (Caminhos Incas) eram tributadas. 
Outra indicação da utilização da construção de Inti Punku foi a necessidade de se proteger das tribos Aimarás que habitavam o sul do Lago Titicaca que entraram em guerra durante os últimos anos do reinado de Pachacuti (1438 – 1471). 